# Hans (raper)
Hans, właśc. Przemysław Frencel (ur. 8 listopada 1981 w Poznaniu) – polski raper, wokalista, autor tekstów i producent muzyczny znany jako współzałożyciel duetu hip-hopowego Pięć Dwa i członek grupy metalowej Luxtorpeda. Były dyrektor artystyczny wytwórni muzycznej UMC Records. Prowadzi również działalność solową pod szyldem Hans Solo.

## Biografia
19 kwietnia 2011 roku ukazał się debiut solowy Hansa pt. 8. Album był promowany utworami „Zmywam”, „Babilon” i „Dopóki jestem”. W 2019 roku została wydana druga solowa płyta artysty pt. Poprawna praca serca. 
Żonaty, ma córkę Jagodę, a także syna.

## Dyskografia
Albumy studyjne
| Rok  | Dane dot. albumu                                                 | Pozycja na liście |
| Rok  | Dane dot. albumu                                                 | POL               |
| ---- | ---------------------------------------------------------------- | ----------------- |
| 2011 | 8 - Data: 19 kwietnia 2011 - Wydawca: My Music                   | 52                |
| 2019 | Poprawna praca serca - Data: 14 czerwca 2019 - Wydawca: My Music | 4                 |
| 2022 | 8122 (oraz Folku) - Data: 15 lipca 2022 - Wydawca: My Music      | 2                 |

Notowane utwory
| Rok  | Tytuł | Pozycja na liście | Album |
| Rok  | Tytuł | SLiP              | Album |
| ---- | ----- | ----------------- | ----- |
| 2012 | „Sam” | 9                 | 8     |

Występy gościnne
| Rok  | Utwór                                             | Album                                | Źródło |
| ---- | ------------------------------------------------- | ------------------------------------ | ------ |
| 2003 | „Konfrontacje” (gościnnie: Hans)                  | Mixtape Vol. 3 – DJ Decks            | [ 16 ] |
| 2005 | „Co u mnie” (gościnnie: Tehac Wudu, Hans, Wiśnix) | Zbrodnia i kara... przypał! – Kornik | [ 17 ] |
| 2006 | „Nie słyszą mnie” (gościnnie: Hans, Mista Pita)   | Cisza & Spokój – Cisza & Spokój      | [ 18 ] |
| 2013 | „Aspołeczny” (gościnnie: Hans)                    | Ciężkie zabawki – Stachu             | [ 19 ] |
| 2014 | „Karton” (gościnnie: Hans)                        | Ab Initio – Ascetoholix              | [ 20 ] |

## Teledyski
| Rok  | Tytuł                                    | Reżyseria/Realizacja                   | Album | Źródło |
| ---- | ---------------------------------------- | -------------------------------------- | ----- | ------ |
| 2011 | „Zmywam”                                 | Tomasz Jarosz                          | 8     | [ 21 ] |
| 2011 | „Babilon” (gościnnie: BF.Co, EneDueRabe) | NDR                                    | 8     | [ 22 ] |
| 2011 | „Dopóki jestem”                          | Grzegorz Wieczorek, Ernest Dodot       | 8     | [ 23 ] |
| 2012 | „ZłoTo”                                  | Grzegorz Wieczorek, Ernest Dodot, Hans | 8     | [ 24 ] |
| 2012 | „SAM”                                    | Tomasz Jarosz                          | 8     | [ 25 ] |
| 2014 | „#Hot16Challenge”                        | –                                      | –     | [ 26 ] |

## Nagrody i wyróżnienia
| Rok  | Kategoria                  | Nagroda                            | Uwagi      | Źródła |
| ---- | -------------------------- | ---------------------------------- | ---------- | ------ |
| 2012 | Zespół / Artysta Roku 2011 | Podsumowanie 2011/Poznanskirap.com | 6. miejsce | [ 27 ] |
| 2012 | Album Roku 2011 (8)        | Podsumowanie 2011/Poznanskirap.com | 5. miejsce | [ 28 ] |